# Baff
Baff (Eigenschreibung „BAFF“) war eine deutsche Band, die Christliche Popmusik mit Schwerpunkt auf gitarrenorientiertem Hip-Hop-Rock spielte. In ihren Songs wird ihr christlicher Glaube deutlich.

## Geschichte
Den Anfang nahm Baff 1993, als Tobi und Johannes Fritsche zusammen mit Thorsten Badewitz im örtlichen Gottesdienst spielten. Der Bandname soll beim Blättern in einem Wörterbuch festgelegt worden sein. Am 17. Februar 2007 gaben sie in Nürnberg ihr Abschiedskonzert. Im September 2008 spielten sie allerdings beim Abschiedskonzert von Crushead eine Reunion-Show. Von 2008 bis 2016 arbeitete Tobi Fritsche als Pfarrer der Jugendkirche Lux Junge Kirche in Nürnberg.

## Diskografie
- 1997: Baff (Maxi-Single, Pila Music)
- 2000: Klangkörperkultur (Album, Pila Music)
- 2002: Nichts als die Wahrheit (Album, Pila Music)

## Auszeichnungen
- 2000: John-Lennon-Community-Award
- 2000: Promikon-Award „Künstler des Jahres 2000“